# 474 v.Chr.

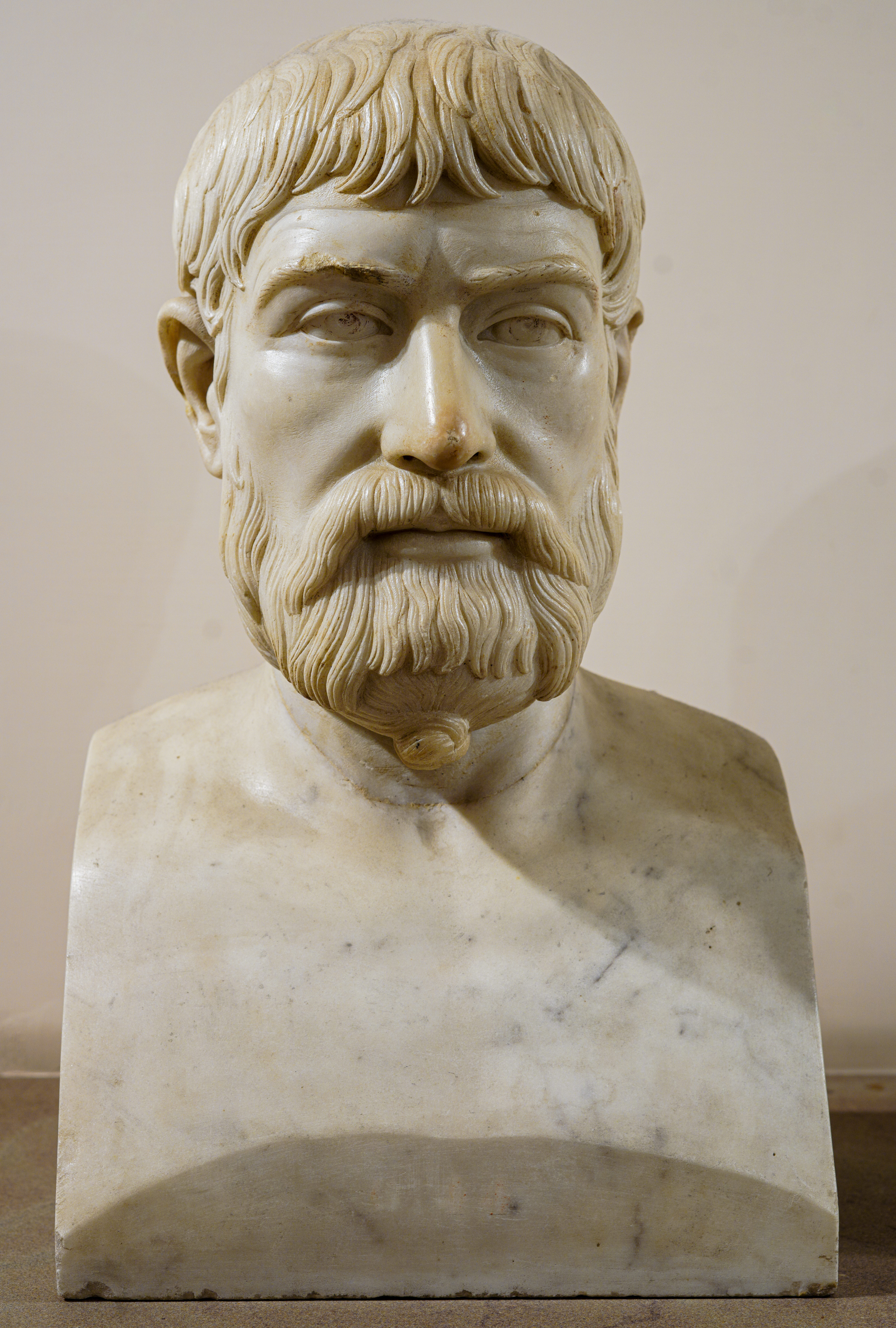
Pindarus (522 - 443 v.Chr.)

Het jaar 474 v.Chr. is een jaartal volgens de christelijke jaartelling.

## Gebeurtenissen

### Italië
- Hiëro I van Syracuse verslaat de Etruskische oorlogsvloot bij Cumae. Dit betekent het einde van de Etruskische heerschappij over de Grieken in Zuid-Italië.
- Er wordt een wapenstilstand gesloten tussen Rome en de Etruskische stad Veii.
- De Syracusanen veroveren het eiland Ischia gelegen in de Golf van Napels.

### Griekenland
- Pindarus vertrekt naar Thebe, waar hij voor de Olympische Spelen een epinikion ("zegezang") ter ere van de winnaars dicht.